# Anton Kersnovski
Anton Kersnovski (în rusă Антон Антонович Керсновский) (n. 23 iunie 1907, Basarabia - d. 24 iunie 1944, Paris) a fost un scriitor rus și istoric militar. El este fratele Eufrosinei Kersnovskaia.